# Gare de Bois-de-Breux
La gare de Bois-de-Breux est une ancienne halte ferroviaire belge de la ligne 38, de Chênée à Plombières située à Bois-de-Breux dans l’ancienne Commune belge de Grivegnée, en Région wallonne dans la province de Liège.
Elle est désormais fermée et la ligne a été démontée. Le bâtiment a disparu.

## Situation ferroviaire
La gare de Bois-de-Breux était située au point kilométrique 5,10 de la ligne 38, de Chênée à Plombières entre la halte de la rue Malvaux et celle de Bruyères.

## Histoire
Bois-de-Breux se trouve sur un méandre de la première portion de la ligne 38, inaugurée entre Chênée et Micheroux le 15 juillet 1872 mais c’est seulement le 8 juin 1882 qu’un arrêt y fut établi.
La ligne 38 sera plus tard prolongée vers Herve et Battice, puis de Battice à Verviers (Ligne 38A), de Battice à Aubel et enfin d’Aubel à Plombières en 1895.
Elle possédait un petit bâtiment de gare qui fut par la suite fortement agrandi et une halle à marchandises.
Après la Seconde Guerre mondiale, la ligne 38 subit le déclin des lignes secondaires. Le trafic des trains de voyageurs est d’abord supprimé entre Hombourg et Plombières, en 1952, et définitivement arrêté en 1957. Des trains de marchandises desservirent la ligne jusque 1986.
Après le démontage des voies, un RAVeL a été installé sur la ligne 38 entre Vaux-sous-Chèvremont et Plombières. Il est encore incomplet sur sa partie sud mais intégralement asphalté et équipé entre Vaux et Soumagne.

### Le bâtiment de la gare
Une halte de plan type 1888 fut construite à Bois-de-Breux. Comme presque toutes ces haltes, elle fut agrandie quelques années après (mise à deux étages de trois travées de l’aile basse). Le nombre de voyageurs et des marchandises à décharger augmentant, elle fut encore agrandie considérablement. L'aile basse passa de 4 travées à 11 et la petite aile de service située de l’autre côté du corps central fut également surhaussée.
Une seule des voies disposait d’un quai et plusieurs embranchements industriels partaient des deux voies de la gare.
Un vaste parking et une rangée d’arbres ont remplacé la gare, qui a été démolie plusieurs années après la fin du service des voyageurs et des marchandises.